# سن-تئوفیل، کبک
سن-تئوفیل (به فرانسوی: Saint-Théophile) شهری در منطقه شهری بوس-سارتیگان ناحیه شودییر-آپالاش در استان کبک کانادا است. در سرشماری سال ۲۰۱۱ این شهر ۸۰۱ نفر جمعیت داشته‌است و مساحت آن ۴۲۹٫۵۸ کیلومتر مربع است.